# Xiahou Ying
En aquest nom xinès, el cognom és Xiahou.
Xiahou Ying (mort el 172 aEC) va ser un Ministre Majoral (Taipu 太僕) que va exercir durant el principi de la Dinastia Han. Ell també va participar en la Disputa Chu–Han en el bàndol de Liu Bang (després l'Emperador Gaozu de Han) i va contribuir a la fundació de la dinastia Han.

## Biografia
Xiahou era un nadiu de Pei (avui en dia Comtat de Suixi (Anhui)). En els seus primer anys, va treballar a l'oficina del comtat de Pei, i va estar a càrrec dels cavalls i els carruatges. Era un amic íntim de Liu Bang. Una vegada, Liu li va gastar una broma i el va acabar lesionant. Se suposava que Liu anava a ser castigat, però Xiahou el va ajudar a encobrir l'incident i va ser batussat i empresonat en el seu lloc.
Xiahou es va unir Liu quan aquest últim va començar una revolta per enderrocar a la Dinastia Qin. Va servir com auriga personal de Liu i va lluitar amb coratge al camp de batalla. Liu el va concedir el títol de "Duc de Teng" (滕公) en reconeixement de les seves habilitats. Després de la caiguda de la Dinastia Qing, Xiang Yu va dividir l'antic Imperi Qin en els Divuit Regnes. Liu va esdevenir el Rei de Han i va ser traslladat a Hanzhong en la remota regió de Bashu (avui en dia Sichuan). Xiahou va seguir a Liu a Hanzhong i més tard va rebre el títol de "Marquès de Zhaoping". Va servir a Han com a Ministre Cotxer.
Durant la Disputa Chu–Han (una lluita de poder entre Liu Bang i Xiang Yu), Xiahou participà activament en moltes batalles. En el 205 aEC, Liu va ser derrotat per Xiang a la batalla de Pengcheng i va ser forçat a retirar-se. Durant la retirada, Liu va tractar d'abandonar als seus dos fills per tal d'alleugerir la càrrega del seu carruatge. Xiahou que estava conduint el carruatge de Liu, el va detenir cada vegada que ho va intentar. Liu va acabar enutjant-se amb Xiahou, i el va amenaçar de matar-lo. Això no obstant, tots ells van aconseguir escapar.
Liu finalment en derrotà a Xiang Yu i va esdevenir Emperador Gaozu de Han. Xiahou va seguir a Gaozu per reprimir les revoltes dels vassalls. Durant la batalla de Baideng contra els Xiongnu, Xiahou va ajudar a Gaozu a escapar del perill novament. Després de la mort de Gaozu, Xiahou va continuar servint com a Ministre Cotxer durant el regnat de l'Emperador Hui de Han. Després que va finalitzar la Pertorbació del Clan Lü, Xiahou i altres van ajudar a Liu Heng a pujar al tron per convertir-se en l'Emperador Wen de Han. Xiahou va continuar servint fins a la seva mort i l'Emperador Wen li va concedir el títol pòstum de "Marquès de Wen" (文侯).

## Descendents
Segons el capítol 5 del Romanç dels Tres Regnes, Xiahou Dun era un descendent de Xiahou Ying.